# Eborilaira alpina
Eborilaira alpina är en spindelart som beskrevs av Kirill Yeskov 1989. Eborilaira alpina ingår i släktet Eborilaira och familjen täckvävarspindlar. Inga underarter finns listade i Catalogue of Life.